# مطبعة الإصلاح
مطبعة الإصلاح من أوائل المطابع في تاريخ الطباعة في السعودية، وإحدى المطابع الرائدة التي عرفتها بلاد الحجاز خلال العهد العثماني. بدأت العمل في 26 ربيع الثاني 1327هـ/ 17 مايو 1907 بمدينة جدة ولم تستمر طويلاً.

## الافتتاح
أفتتحت مطبعة الإصلاح في 26 ربيع الثاني 1327هـ/ 17 مايو 1907 بمدينة جدة، حيث شاهد محمد لبيب البتنوني لوحاً يحمل عنوانها في مدينة جدة عند قدومه بصحبة الخديوي إلى حج عام 1327هـ (1909م)، وكان موقع المطبعة في حي قصبة الهنود بمحلة الشام، وقد أنشأت هذه المطبعة اليدوية بتمويل أهلي من بعض الشركاء من أهالي جدة منهم راغب مصطفى توكل، ومحمد حسين نصيف، وغيرهم، بغرض تأسيس جريدة الإصلاح ومطبعتها.
وتولت المطبعة بالفعل إصدار جريدة الإصلاح الحجازي التي لم تستمر لمدة طويلة، حيث توقفت بعد ستة شهور من صدورها، واستمرت المطبعة في أداء بعض الأعمال التجارية وقليل من أعمال التأليف، فقد عثر محمد الشامخ على كتابين طبعا في هذه المطبعة في عامي 1328هـ و1329هـ، الأول هو «كفاية المحتاج في معرفة الاختلاج وضع ذي القرنين عليه السلام» للإمام عبد الرحمن السيوطي، والثاني هو «أنوار الشروق في احكام الصندوق» للشيخ محمد علي المالكي مفتي المالكية.

ورصد أحمد بن محمد الضبيب في قائمته بواكير كتب صدرت من هذه المطبعة. 

## مصيرها
وكما اتفق البتنوني والأنصاري والشامخ في أنه لم يكن للمطبعة شأن كبير في مدينة جدة، فقد بيعت بعد موت مؤسسها راغب مصطفى توكل، وتنازل المساهمون عن حقوقهم لصالح ورثة توكل، سداداً للديون التي تراكمت على الشركة، وآلت ملكية المطبعة إلى الشيخ محمد علي زينل الذي عهد بإدارتها إلى مدرسة الفلاح بجدة، وتولت المدرسة الإتفاق مع محمد رمزي أفندي ليستثمر المطبعة مقابل أجرة شهرية يدفعها إلى المدرسة، حتى آلت ملكيتها اليه بالشراء في نهاية المطاف، وأسس بها المطبعة الشرقية في مدينة جدة التي عرفت أيضاً بمطبعة رمزي.

## منشوراتها
مهما قيل عن مطبعة الإصلاح أو «المطبعة الإصلاحية الكائنة في جدة البهية» كما جاء في مطبوعاتها، فإن هذه المطبعة قد قامت بدور كبير، ونشرت على قصر المدة التي مارست نشاطاتها فيها، أعمالاً فاقت ما توصل اليه كل من محمد الشامخ وأحمد الضبيب، اذ توصل الدكتور عباس بن صالح طاشكندي من خلال البحث في مكتبات المَكّيين الخاصة إلى بعض الأعمال الإضافية التي أصدرتها مطبعة الإصلاح ومنها:
- ما نُشر عام 1327هـ (1909م) كالتالي:

1-	روض المجال في الرد على أهل الضلال للشيخ عبد الرحمن الهندي الوهلي الحنفي.
 
2-	رسالة التحريرات الرائقة لشيخ الإسلام محمد النافلاتي مفتي القدس الشريف.

3-	القول المؤيد الصحيح بالكتاب والسنة عن سيد الأنام لرد دعوى المفتري بأنه المسيح مرزا غلام للشيخ أحمد بن علي باصبرين.
 
4-	السهام الخارق في الرد على غلام مرزا الفاسق للشيخ عبد الله بن عبد الغفار.

- ما نشر عام 1328هـ (1910م) كالتالي:

5-	كتاب الفتح الرحماني للشيخ سعدون عبد القادر الحناوي.

6-	الدرة اليتيمة في الصنعة الكريمة في علم الكاف للشيخ أحمد الدمنهوري.

7-	كفاية المحتاج في معرفة الاختلاج للإمام عبد الرحمن السيوطي.

- ما نشر عام 1329هـ (1911م) كالتالي:

8-	غاية المطلوب فيما يتعلق بعمل النسك عن الميت والمعضوب للشيخ أحمد عبد الرحمن باجنيد.

9-	الباب المفتوح للدخول والسلام الموصول لكل رسول في الصلاة على أشرف رسول للشيخ أحمد بن محمد بن علوي المحظار.
 
10-	هداية الناسك على توضيح المناسك للشيخ محمد عابد المالكي مفتي المالكية.

11-	أنوار الشروق في أحكام الصندوق للشيخ محمد عابد المالكي مفتي المالكية.

- ما نشر عام 1334هـ (1915م) كالتالي:

12-	كتاب اللغة العربية للشيخ محمود عطار الدمشقي.

## قلة منشوراتها
ولما كانت المطابع الأهلية في جدة آنذاك لاتطبع إلا كميات ضئيلة من الأعمال بسبب عدم الإقبال عليها من قبل عامة الناس فضلاً عن سوء التوزيع، فإن من المرجح أن تتجاوز مجموع أعمال مطبعة الإصلاح تلك القائمة الضئيلة التي لم تتجاوز اثني عشر كتاباً ورسالة. 
على أن من الجدير أن نشير إلى اختلاف بين مجتمعي مكة المكرمة وجدة، فبقدر ما تميز المجتمع المكي بالحياة العلمية المتفاعلة بين جمهرة العلماء المكيين والوافدين اليها ممن تجمعهم ساحات الحرم المكي الشريف، فإن مجتمع جدة قد إتسم منذ القدم بالتجارة والعمالة لنشاطات الحج والعمرة، وذلك ما جاء في كتب التاريخ ومشاهدات الرحالة من المسلمين والعرب والأجانب. فقد ذكر لويس بوركهارت عند وصفه مدينة جدة عام 1814م (1230هـ) أن «جميع أهل جدة تقريباً يعملون بالتجارة. وهم لا يمارسون أية صناعات أو حرف إلا ما تقتضيه الضرورة المباشرة: هم جميعاً بحارة أو تجار بحريون، أو عاملون بالتجارة في شبه الجزيرة العربية».
 
الأمر الذي يفسر ضآلة حركة طباعة المؤلفات في مجتمع جدة. ومن هنا فأنه يمكن القول ان جهود مطبعة الإصلاح ربما انصرفت للطباعة التجارية وتلبية حاجات التجار في طباعة أوراقهم ودفاترهم وسجلاتهم.

## طبيعة منشوراتها
يلاحظ عند مراجعة المؤلفات التي طبعت في مطبعة الإصلاح في جدة الإتجاه نحو طباعة الرسائل القصيرة التي تحتوي على شروح أو حواشي أو تعليقات أو ردود في مجالات العقيدة والفقه والمناسك والفتاوى، وصدر عن المطبعة كتاب في اللغة العربية للشيخ محمود عطار الدمشقي.

وتأثرت الملامح الطباعية بما كان سائداً في كل من المطبعة الميرية والمطبعة الماجدية في مكة المكرمة. وظل تأثير المخطوط على خواتم الأعمال المطبوعة واضحاً حيث جاءت الخواتم على هيئة المخطوط نفسها، التي كانت تشتمل على توثيق وقت الفراغ من أداء التأليف، مع إيراد اسم الطابع والمراجع متبوعة بالصلاة على النبي الهدى محمد صلى الله عليه وآله وسلم.
 
كما اشتملت معظم صفحات العناوين على بيانات التأليف والمؤلف وبيانات الطبعة والمطبعة والمكان وسنة النشر. كما تميزت كل صفحات العناوين بتأطيرها بزخارف ورقية وهندسية متعددة الأشكال والنماذج.

## وصلات خارجية
- الطباعة في المملكة بدأت عام 1883 والرواية «السعودية» تشق طريقها بكل قوة
- الطباعة في المملكة العربية السعودية